# 72P/Denning-Fujikawa
72P/Denning-Fujikawa – kometa okresowa z rodziny komet Jowisza oraz obiektów NEO. 

## Odkrycie
Kometę tę odkrył brytyjski astronom William Denning 4 października 1881 roku. Później komety nie obserwowano. W 1978 roku ponownie odnalazł ją Shigehisa Fujikawa. W nazwie znajdują się zatem nazwiska dwóch odkrywców.

## Orbita komety i właściwości fizyczne
Orbita komety 72P/Denning-Fujikawa ma kształt elipsy o mimośrodzie 0,82. Jej peryhelium znajduje się w odległości 0,78 j.a., aphelium zaś 7,89 j.a. od Słońca. Jej okres obiegu wokół Słońca wynosi 9,03 roku, nachylenie do ekliptyki to wartość 9,17˚.
Jest to prawdopodobnie bardzo stara kometa, która nie zawsze ujawnia wzrost aktywności w pobliżu peryhelium. Stąd może nie być obserwowana podczas każdego powrotu (nie obserwowano jej w 1987, 1997 i 2005 roku).